# LVIII edició dels Premis Ariel
La LVIII edició dels Premis Ariel, organitzada per l'Acadèmia Mexicana d'Arts i Ciències Cinematogràfiques (AMACC), es va celebrar el 28 de maig de 2016 a l'Auditori Nacional de la Ciutat de Mèxic en un acte presentat pels benshis Irene Akiko Lida i Hernán del Riego. Durant la cerimònia, l’AMACC Carlos Carrera va lliurar el premi Ariel a 26 categories en honor de les pel·lícules estrenades el 2015. Els nominats van ser donats a conèixer el 13 d'abril del 2016 pels actors Adriana Paz i Juan Manuel Bernal en la Cineteca Nacional, des de la Ciutat de Mèxic.
La cerimònia no es va deslliurar de la polèmica, ja que va ser retransmesa per Canal Once amb una hora de diferència. I censurant el discurs del director Paul Leduc, la qual cosa va generar gran descontent per part de la comunitat cinematogràfica. Gloria i Las elegidas foren las principals guanyadores, amb cinc premis cadascuna. En canvi La delgada línea amarilla, amb 14 nominacions, no en va guanyar cap.

## Premis i nominacions
Nota: Els guanyadors estan llistats primer i destacats en negreta. ⭐
| Millor pel·lícula - Las elegidas - Canana, Manny Films ⭐ - 600 millas - Lucía Films - Gloria - Pelo suelto México Films, Río negro Producciones - La delgada línea amarilla - Springall Pictures - Un monstruo de mil cabezas - Buenaventura Producciones                                                                                           | Millor direcció - David Pablos,per Las elegidas ⭐ - Gabriel Ripstein, per 600 millas - Anwar Safa, per El Jeremías - Julio Hernández Cordón per Te prometo anarquía - Rodrigo Plá,per Un monstruo de mil cabezas |
| Millor actor - Marco Pérez,per Gloria ⭐ - Kristyan Ferrer,per 600 millas - Tim Roth,per 600 millas - Damian Alcázar,per La delgada línea amarilla - Tenoch Huerta,per Mexican Gangster. La leyenda del charro misterioso | Millor actriu - Sofía Espinosa , per Gloria ⭐ - Geraldine Chaplin,per Dólares de arena - Flor Eduarda Gurrola , per El placer es mío - Verónica Langer , per Hilda - Jana Raluy , per Un monstruo de mil cabezas |
| Millor coactuació masculina - Noé Hernández, per 600 millas ⭐ - Gustavo Sánchez Parra , per La delgada línea amarilla - Joaquín Cosío , per La delgada línea amarilla - Silerio Palacios , per La delgada línea amarilla - Emilio Echevarría , per Un monstruo de mil cabezas                                                                       | Millor coactuació femenina - Adriana Paz , per Hilda ⭐ - Isela Vega , per El Jeremías - Vanessa Bauche, per Elvira, te daría mi vida pero la estoy usando - Alicia Quiñonez , per Las elegidas - Cassandra Ciangherotti , per Tiempos felices |
| Millor revelació masculina - Martín Castro , per El Jeremías ⭐ - Óscar Torres , per Las elegidas - César R. Suárez Morales , per Los jefes - Alejandro Guerrero S. , per Sopladora de hojas - Fabrizio Santini , per Sopladora de hojas | Millor revelació femenina - Nancy Talamantes , per Las elegidas ⭐ - Yanet Mojica , per Dólares de arena - Karen Momo , per El Jeremías - Andrea Ortega Lee , per Ella es Ramona - Tatiana del Real , per Gloria |
| Millor argument original - David Pablos , per Las elegidas ⭐ - Gabriel Ripstein e Issa López , per 600 millas - Ana Sofpia Clerici] , per El Jeremías - Sabina Berman , per Gloria - Celso García , per La delgada línea amarilla | Millor guió adaptat - Laura Santullo , per Un monstruo de mil cabezas ⭐ - Israel Cárdenas y Laura Amelia Guzmán , per Dólares de arena - Andrés Clariond Rangel , per Hilda - Luis Ayhllón , per La extinción de los dinosaurios - Matías Meyer y Alexandre Auger , per Yo |
| Millor fotografia - Carolina Costa , per Las elegidas ⭐ - Martín Boege , per Gloria - Emiliano Villanueva , per La delgada línea amarilla - Tonatiuh Martínez , per Mexican Gangster. La leyenda del charro misterioso - María José Secco , per Te prometo anarquía                                                                                 | Millor edició - Adriana Martínez y Patricia Rommel , per Gloria ⭐ - Gabriel Ripstein y Santiago Pérez Rocha , per 600 millas - Jorge Arturo García per La delgada línea amarilla - Miguel Schverdfinger y Aina Calleja , per Las elegidas - Miguel Schverdfinger , per Un monstruo de mil cabezas |
| Millor disseny artístic - Bárbara Enríquez y Alejandro Garcíaper Mexican Gánster. La leyenda del charro misterioso ⭐ - Carlos Jacquesper 600 millas - Bárbara Enríquez per El Jeremías - Julieta Álvarez per Gloria - Daniela Schneider per Las elegidas                                                                                            | Millor banda sonora - Jacobo Lieberman, per El hombre que vio demasiado ⭐ - Lorne Balfe, per Gloria - Daniel Guillermo Zlotnik , per La delgada línea amarilla - Carlo Ayhllón, per Las elegidas - Andrés Sánchez Maher, per Mexican Gangster. La leyenda del charro misterioso |
| Millor so - Matías Barberis, Jaime Baksht i Michelle Couttolenc , per Gloria ⭐ - Alejandro de Icaza y Federico González Jordán , per 600 millas - Sergio Díaz, Jaime Baksht i Gabriel Coll , per La delgada línea amarilla - Alejandro de Icaza i Pablo Tamez , per Las elegidas - Alejandro de Icaza i Axel Muñoz , per Un monstruo de mil cabezas | Millor vestuari - Gilda Navarro per Mexican Gánster. La leyenda del charro misterioso⭐ - Gilda Navarro per Gloria - Mónica Neumaier per Hilda - Gabriela Fernandez per La delgada línea amarilla - Daniela Schneider per Las elegidas |
| Millor maquillatge - David Gameros per Gloria ⭐ - Thal Echeveste per 600 millas - Nayeli Mora per El Jeremías - Adam Zoller per Las elegidas - Marco Antonio Hernández per Mexican Gangster. La leyenda del charro misterioso | Millors efectes visuals - Edgardo Mejía, Francisco Castillo, Rodrigo de Gante, José Luis Gómez, José Ignacio Narváez, Ivonne Orobio, José Manuel Romero per Mexican Gánster. La leyenda del charro misterioso ⭐ - Edgardo Mejía per 600 millas - Raúl Prado, Edgar Piña y Juan Carlos Lepe per El Jeremías - Raúl Prado, Edgar Piña y Juan Carlos Lepe per Gloria - Miguel de Hoyos, Ricardo Villarreal, Marco Rodríguez per La delgada línea amarilla |
| Millors efectes especials - Alejandro Vázquez per Mexican Gánster. La leyenda del charro misterioso ⭐ - Alejandro Vázquez per 600 millas - Ricardo Arvizu per Alicia en el país de María - José Ángel Cordero per Familia Gang - Alejandro Vázquez per La delgada línea amarilla                                                                    | Millor opera prima - 600 millas per Gabriel Ripstein ⭐ - El Jeremías per Anwar Safa - Gloria per Christian Keller - Hilda per Andrés Clariond Rangel - La delgada línea amarilla per Celso García |
| Millor pel·lícula iberoamericana - El abrazo de la serpiente – Ciro Guerra ⭐ - El Clan – Pablo Trapero - El club – Pablo Larraín - O Lobo Atrás da Porta – Fernando Coimbra - Truman – Cesc Gay | Millor llargmetratge documental - El hombre que vio demasiado per Trisha Ziff ⭐ - El paso per Everardo González - Los reyes del pueblo que no existe per Betzabé García - Made in Bangkok per Flavio Florencio - Tiempo suspendido per Natalia Bruschtein |
| Millor curtmetratge de ficció - Trémulo per Roberto Fiesco ⭐ - 3 variaciones de Ofelia per Paulo César Riqué - 24° 51’ Latitud Norte per Carlos Lenin - Esclava per Amat Escalante - La teta de Botero per Humberto Busto - Malva per Lucero Sánchez                                                                                                | Millor curtmetratge d'animació - Zimbo per Juan José Medina y Rita Basulto ⭐ - Conejo en la luna per Melissa Ballesteros - El último jaguar per Miguel Anaya - Los ases del corral per Irving Sevilla - Tictactópolis per José Sierra |
| Millor curtmetratge documental - Ausencias per Tatiana Huezo ⭐ - El buzo per Esteban Arrangoiz - Muchacho en la barra se masturba con rabia y osadía per ulián Hernández - Por los caminos del sur per Jorge Luis Linares - Tobías per Francisca D'Acosta                                                                                           | Ariel d'or - Rosita Quintana ⭐ - Paul Leduc ⭐ |
| Medalla Salvador Toscano - Alfonso Arau ⭐ | |